# Manduca ochus
Manduca ochus is een vlinder uit de familie van de pijlstaarten (Sphingidae). De wetenschappelijke naam van de soort werd in 1836 gepubliceerd door Johann Christoph Friedrich Klug.

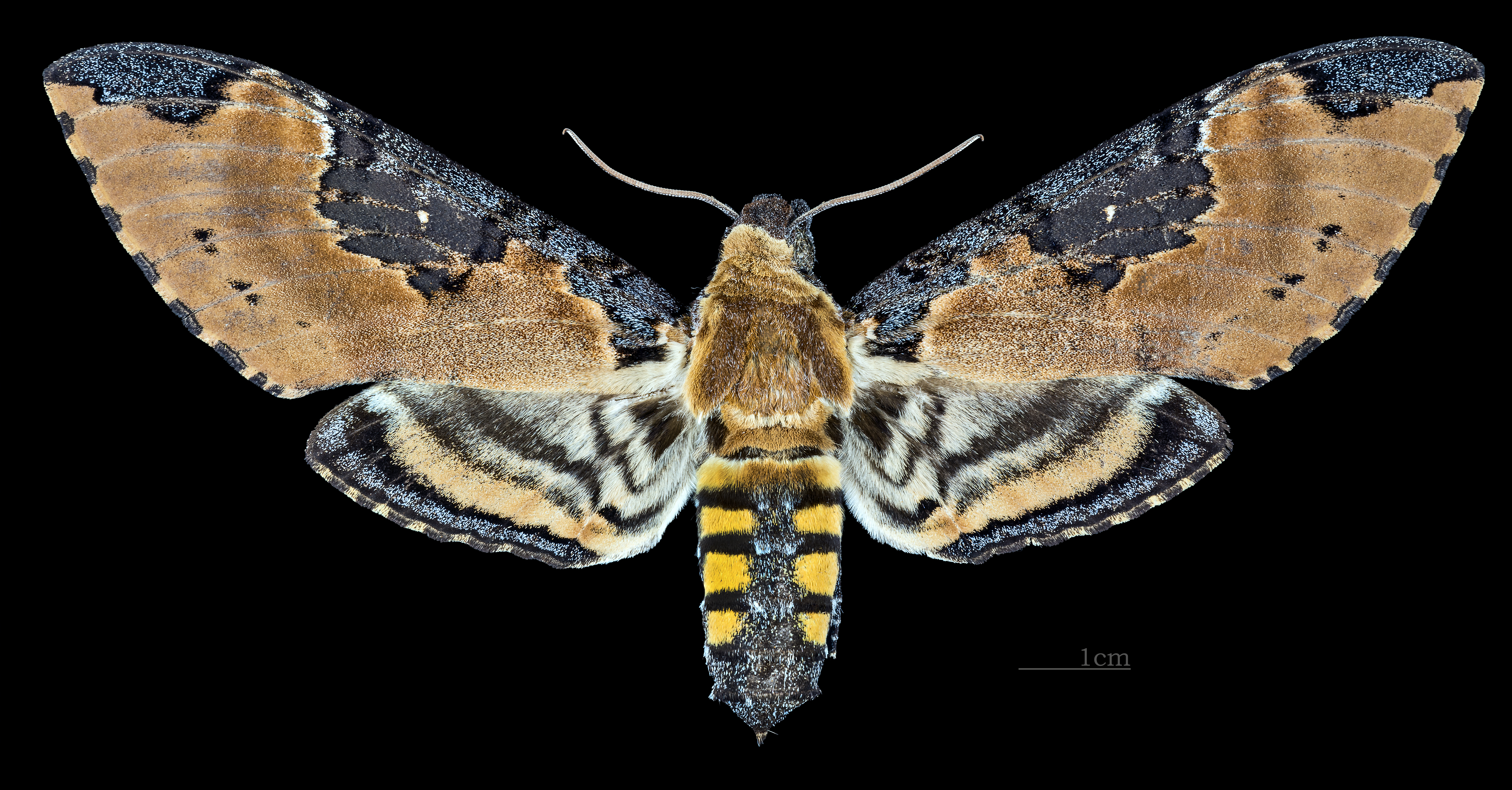
Manduca ochus ♀
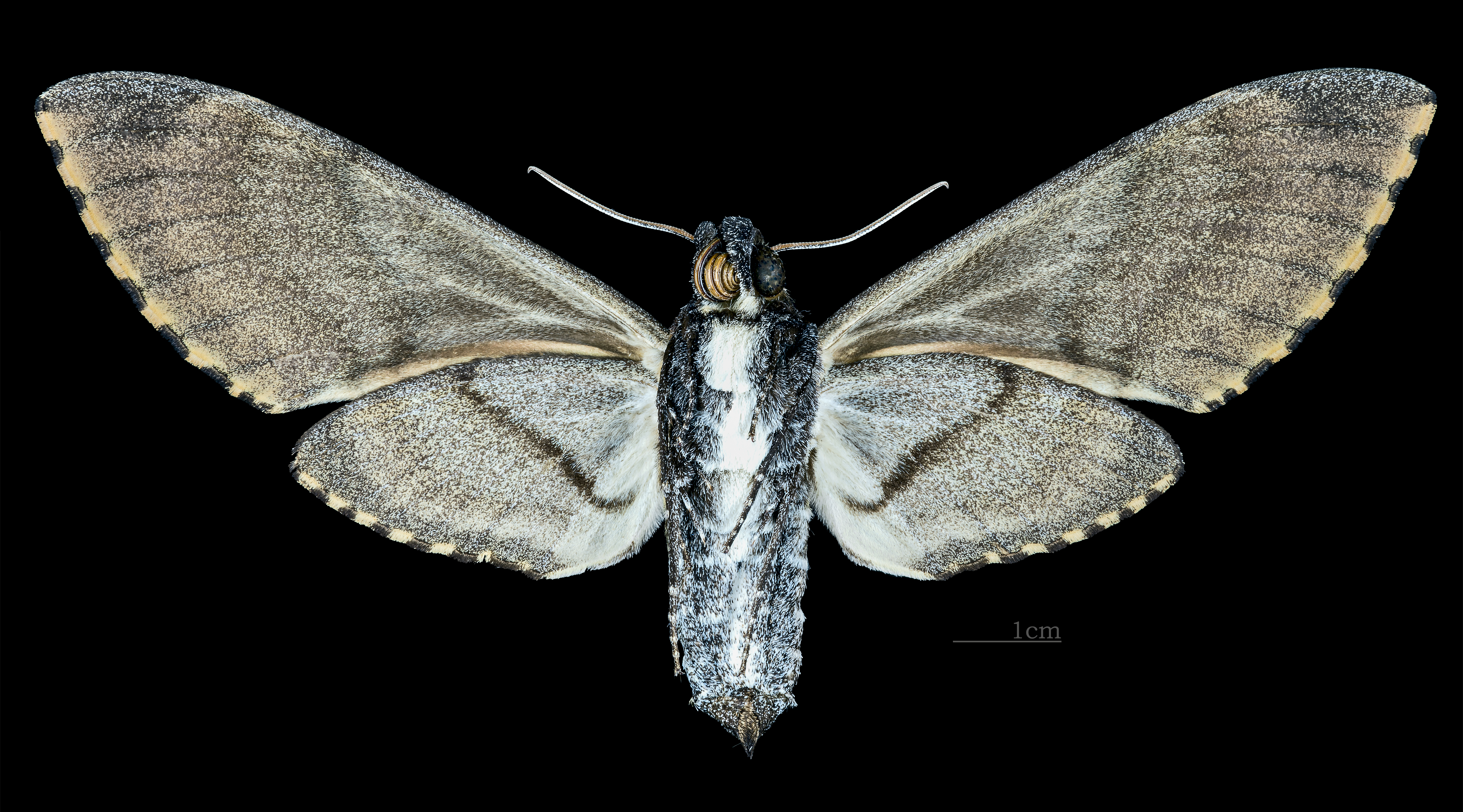
Manduca ochus ♀ △